# 丸山隼
丸山 隼（まるやま しゅん、1992年10月1日 - ）は、日本の俳優。東京都出身。サンミュージックブレーン所属。特技はサーフィン。

## 経歴
- 2006年、『魔弾戦記リュウケンドー』でデビューする。
- 2015年1月、サンミュージック若手俳優ユニット「SUNPLUS」に所属。

## 出演

### テレビドラマ
- 水曜ミステリー9 湯けむりドクター華岡万里子の温泉事件簿2（2006年12月、テレビ東京） - 松本良太 役
- 佐賀のがばいばあちゃん（2007年1月、フジテレビ） - 小6の吉村和彦 役
- 受験の神様（2007年7月、日本テレビ） - 丸岡隼 役
- 月曜ゴールデン 浅見光彦シリーズ「漂泊の楽人」（2007年10月、TBS）
- 月曜ゴールデン 税務調査官・窓際太郎の事件簿18（2009年4月、TBS）- 柿山雄介 役
- LOVE GAME 第9話（2009年6月、読売テレビ）
- 土曜ワイド劇場 火災調査官・紅蓮次郎11（2010年11月、テレビ朝日） - 原田雄一 役
- 月曜ゴールデン ヤメ判 新堂謙介 殺しの事件簿2（2012年1月、TBS）
- リミット 第1話 - 5話（2013年7月 - 8月、テレビ東京） - 三宅永太 役
- プラチナエイジ（2015年5月12日、東海テレビ） - 速水純一（高校時代） 役

### 映画
- 日本の青空（2007年）
- 私は貝になりたい（2008年）
- L・DK（2014年4月）
- 近キョリ恋愛（2014年10月）
- 先輩と彼女（2015年10月） - 三浦（現代文化調査研究部2年生部員） 役

### オリジナルビデオ
- 学校の都市伝説 トイレの花子さん（2007年） - カヅキ 役
- BLACK MAFIA 絆 完結編（2009年）

### 舞台
- ミュージカル・テニスの王子様 The Imperial Presence 氷帝 feat. 比嘉（2008年8月 - 9月） - 堀尾聡史 役
- ミュージカル・テニスの王子様 The Treasure Match 四天宝寺 feat. 氷帝（2008年12月 - 2009年1月） - 堀尾聡史 役
- ミュージカル・テニスの王子様 コンサート　Dream Live 6th（2009年5月 - 6月） - 堀尾聡史 役
- ミュージカル・テニスの王子様 The Final Match 立海 First feat. 四天宝寺（2009年7月 - 8月） - 堀尾聡史 役
- ミュージカル・テニスの王子様 The Final Match 立海 Second feat. The Rivals（2009年12月 - 2010年1月） - 堀尾聡史 役
- 戦国鍋祭 第2弾「大江戸鍋祭 〜あんまりはしゃぎ過ぎると討たれちゃうよ〜」（2011年12月）
- LIVE ACT「青の祓魔師 〜魔人の落胤〜」（2012年5月）
- ソラリネ。#04「しあわせの支度」（2012年6月）
- キティエンターテインメント・プレゼンツ シャトナーofワンダー#2「小林少年とピストル」（2015年8月）

### ラジオドラマ
- その日のまえに（2007年3月、MBSラジオ） - 健哉 役

### CM
- 甲虫王者ムシキング スーパーコレクション（2007年）
- GALAXY Note3「NOTE YOUR DREAMS」篇（2014年）